# Kangchendzönga-Nationalpark
Der Kangchendzönga-Nationalpark ist ein Schutzgebiet in Indien an der Grenze zu Nepal. Es wurde 1977 ausgewiesen und ist 1784 km² groß. Das Schutzgebiet im Bundesstaat Sikkim wurde nach dem 8556 m hohen Kangchendzönga, dem dritthöchsten Berg der Welt, benannt.
Der Nationalpark ist Lebensraum des Roten Pandas, einer bedrohten Art. Die Verschmutzung durch Müll, die maßgeblich durch Touristen verursacht wird, stellt ein großes Problem in der Kangchendzönga-Region dar. Der Nationalpark gehört seit 2016 zum UNESCO-Weltnaturerbe.